# گزیک (باخرز)
گزیک یا گزی روستایی از توابع بخش مرکزی شهرستان باخرز در استان خراسان رضوی ایران است.
این روستا در دهستان مالین قرار دارد و براساس سرشماری مرکز آمار ایران در سال ۱۳۹۰، جمعیت آن ۱۱۵ نفر (۳۱ خانوار) بوده‌است.